# Ole E. Fauske House
L'Ole E. Fauske House est une maison américaine à Corson, dans le comté de Minnehaha, au Dakota du Sud. Construite en 1902 par l'immigrant norvégien à qui elle doit son nom, elle est inscrite au Registre national des lieux historiques depuis le 29 octobre 2021.